# Пруга Шамац—Сарајево
Пруга Шамац—Сарајево, дужине 240 километара, изграђена је од 1. априла до 15. новембра 1947. године. На прузи је постављено укупно 302 km колосека, уграђено је 288 скретница, од чега девет тунела укупне дужине 2.267 метара, 17 мостова од којих 14 преко реке Босне, а по један преко Спрече, Лашве и Саве. Дужина челичне конструкције мостова, укључујући и онај преко Саве, је 1.330 метара.
Дуж омладинске пруге Шамац - Сарајево је у току 1947. године изграђено 107 станичних зграда и објеката, а највећи од њих су биле станичне зграде у Сарајеву, Зеници и Босанском Шамцу. Упоредо са радовима на изградњи пруге, градитељи су радили и на измештању узане пруге па су изместили укупно 73,5 километра пруге уског колосека. 
Тунел Врандук, дуг 1.534 метара, један је од примера људског подвига током изградње пруге и уједно највећи објекат на омладинској прузи. Из тунела је избачено 62.519 m³ брдске масе, а за његово обзиђивање изведено је 12.890 m³ бетонских радова. Радови на тунелу почели су 10. марта 1947. године, а потпуно су завршени и кроз тунел је положен колосек 27. октобра исте године, односно 11 дана пре рока. Радови на Врандуку одвијали су се у сталном такмичењу радних бригада и стручних минера које је дало велике радне резултате. Највеће дневно напредовање у тунелу са обе стране износило је 17,5 метара, а остварено просечно дневно напредовање је било 3,47 метра. 
Мост „Народне омладине Југославије“ на Сави код Шамца највећи је мост на омладинској прузи. Његова дужина износи 600 m, а тежина гвоздене конструкције 832.000 kg. Мост је изграђен 14. јула, 16 дана пре рока. Усек Лашва по саставу материјала представљао је врло тежак и озбиљан задатак за градитеље. Раније се мислило да се на месту усека пробије тунел, али је, да би се избегло прокопавање тунела и велики материјални издаци, решено да се делимично поруши гребен који се налази уз обалу Босне, недалеко од станице Лашва и да се туда проведе нова пруга. Овај огромни посао, који је захтевао велике напоре омладинске радне бригаде, завршио је са успехом. Преко 94.000 m³ каменог материјала разбијено је и пребачено на обалу Босне. Да би се рад одвијао, требало је обезбедити и 25 амбуланти са 2.500 кревета, стручно особље са лекарима и другим техничким особљем, направити и опремити око 600 барака за смештај бригадира, односно обезбедити око 1.000 хектара земљишта уз пругу погодног за претварање у баште за гајење поврћа потребног за исхрану бригадира.
Пругу је изградило 211.381 бригадира сврстаних у 887 омладинских радних бригада. Социјални састав градитеља пруге је био: 55.812 радника, 112.277 сељака, 34.613 ђака и 8.669 интелектуалаца. На прузи је истовремено у току градње радило 170 инжењера, 157 техничара и 6.000 разних стручних радника. За извођење огромних и сложених радова на изградњи пруге било је потребно створити детаљан план развитка радова и извршити распоред људства. Био је то организациони задатак Штаба за изградњу пруге. Руководство омладине израдило је распоред доласка и одласка омладинских радних бригада које су учествовале на изградњи пруге, што је омогућило равномерно одвијање радова. Према томе плану бригаде су радиле на прузи у три смене, а свака смена је имала две групе изузев треће смене која је имала три групе.
Поред омладине из Југославије на изградњи пруге учествовала је и омладина из 42 земље, укупно 5.842 омладинца и омладинки радило је у 56 радних бригада и група. На прузи је радила омладина: Пољске, Чехословачке, Лужице, Бугарске, Грчке, Румуније, Мађарске, Енглеске, Италије, Француске, Данске, Шведске... Од 56 иностраних омладинских бригада и група, у којима је било заступљено 46 разних народности, 33 бригаде и групе су проглашене ударним, а неке од њих и више пута.
Изградња пруге Шамац-Сарајево 1947. године је имала и едукативан карактер. Током радне акције је описмењено 15.876 омладинаца или 87 одсто од неписмених на прузи, основано је 41 врста разних стручних курсева, 12.500 градитеља се после двомесечног рада запослило у разне привредне гране као квалификовани радници, интензивиран је био рад на културно просветном пољу где су организована многобројна предавања и курсеви, формирани течајеви са испитима, бројне представе и приредбе.
На изградњу пруге је доведена механизација из готово целе Југославије. С обзиром на врсту радова, видну улогу у изградњи пруге одиграле су грађевинске машине и механизација. На прузи је радило 539 камиона, 106 булдождера, 90 компресора, 25 скрепера, 93 мјешалице бетона, 27 аутоматских набијача, 20 транспортера, 118 агрегата, 21 дробилица и 19 трактора. Медији су били јако присутни у овом подухвату и имали су изезетну мобилизаторску улогу. Дневни лист „Борба на омладинској прузи“ излазила је дневно у 24.500 примерака, а од почетка до краја радова на прузи изашло је укупно 4.842.000 бројева. Радио-станица „Омладинска пруга“ емитовала је 3.364 емисије са 55.388 минута програма. Дневни лист и радио-станица су много допринели успешном одвијању радова на прузи, развијању такмичења, отклањању недостатака и грешака у раду. 
Први воз на прузи Шамац-Сарајево, кренуо је 16. новембра 1947. године. А пругу је лично отворио Јосип Броз Тито, 1948. године на отварању нове железничке станице у Сарајеву.